# Kneria sjolandersi
Kneria sjolandersi är en fiskart som beskrevs av Poll, 1967. Kneria sjolandersi ingår i släktet Kneria och familjen Kneriidae. IUCN kategoriserar arten globalt som otillräckligt studerad. Inga underarter finns listade i Catalogue of Life.